# Mbava
Mbava ist eine Insel der Salomonen und befindet sich im New-Georgia-Archipel in der Western-Provinz. Sie liegt westlich von Vella Lavella und nördlich von Ranongga.